# Wu Zetian
Wu Zetian (kineski: 武则天 / 武則天, pinyin: Wǔ Zétiān, transliteracija: vU tCentjen; 17. veljače 624. – 16. prosinca 705.), osobnog imena Wu Zhao (武曌), često navođena i kao Tian Hou (天后) za vrijeme dinastije Tang i Carica supruga Wu (武后) u kasnijim vremenima, je bila jedina žena u kineskoj povijesti koja je de iure preuzela carsku titulu. 
Na dvor je došla kao konkubina cara Taizonga, nakon čije smrti se udala za njegova sina i nasljednika cara Gaozonga, postavši 655. god. njegova furen (što se prevodi kao carica, supruga, ali i prva pratiteljica). Na vlasti je de facto bila još za vrijeme za vladavine njezinog muža (koji je 660. god. doživio moždani udar) i sinova, od 665. do 690. godine, što nije predstavljalo presedan u kineskoj povijesti. No, presedan je stvorila kada je 690. godine osnovala osobnu carsku dinastiju pod imenom Zhou (周) (čime je na neko vrijeme prekinuta vlast dinastije Tang), te je vladala de iure kao Sveta i božanska vladarska carica (聖神皇帝) od 690. do 705. godine. 
Tijekom njezine vladavine Kina je značajno proširila svoje granice duboko u središnju Aziju, ali i na Korejski poluotok. također, uz konstantnu borbu za očuvanje vrhovne vlasti, carica Wu Zetian je uvela značajne promjene u oblikovanju kineskog društva i državne potpore taoizmu, budizmu, obrazovanju i književnosti. Bila je pokrovitelj umjetničkim djelima u Longmen šiljama, te Stele bez riječi koja se čuva u muzeju u Qianlingu, ali i brojnih građevina i brončanih djela koja nisu sačuvana. 
Pored značajne političke karijere, Wu Zetian je imala i značajan obiteljski život kao majka trojce sinova koji su bili prijestolonasljednici, te baka unuka koji je kasnije postao slavni car Xuanzong od Tanga, a koji je vladao „zlatnim dobom” obnovljene dinastije T'ang. 
Njezin uspon na vlast i vladavina su kasnije bili predmetom žestokih kritika konfucijanskih povjesničara, ali su je komunistički povjesničari od 1950-ih počeli revalorizirati. No nažalost, usprkos važnosti njezine vladavine i dugotrajnosti njezinih reformi, ona najviše privlači pozornost svojim spolom, kao jedina žena koja je uspjela održati jedinstvo kineskog carstva noseći jedno vrijeme titulu Huangdi („Nebeski Car”).